# غاينور بارنز
غاينور بارنز (بالإنجليزية: Gaynor Barnes)‏ هي صحفية ومقدمة تلفزيونية بريطانية، ولدت في 27 سبتمبر 1961.